# Madre Svea

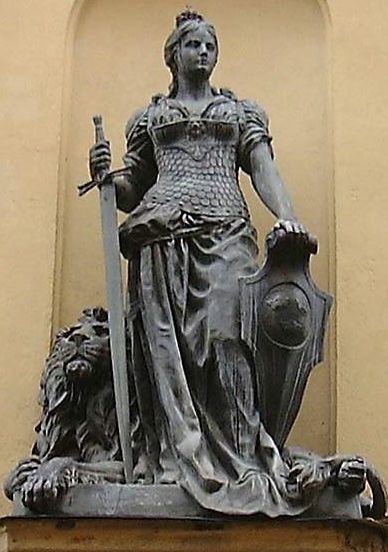
Moder Svea de Rolf Adlersparre.

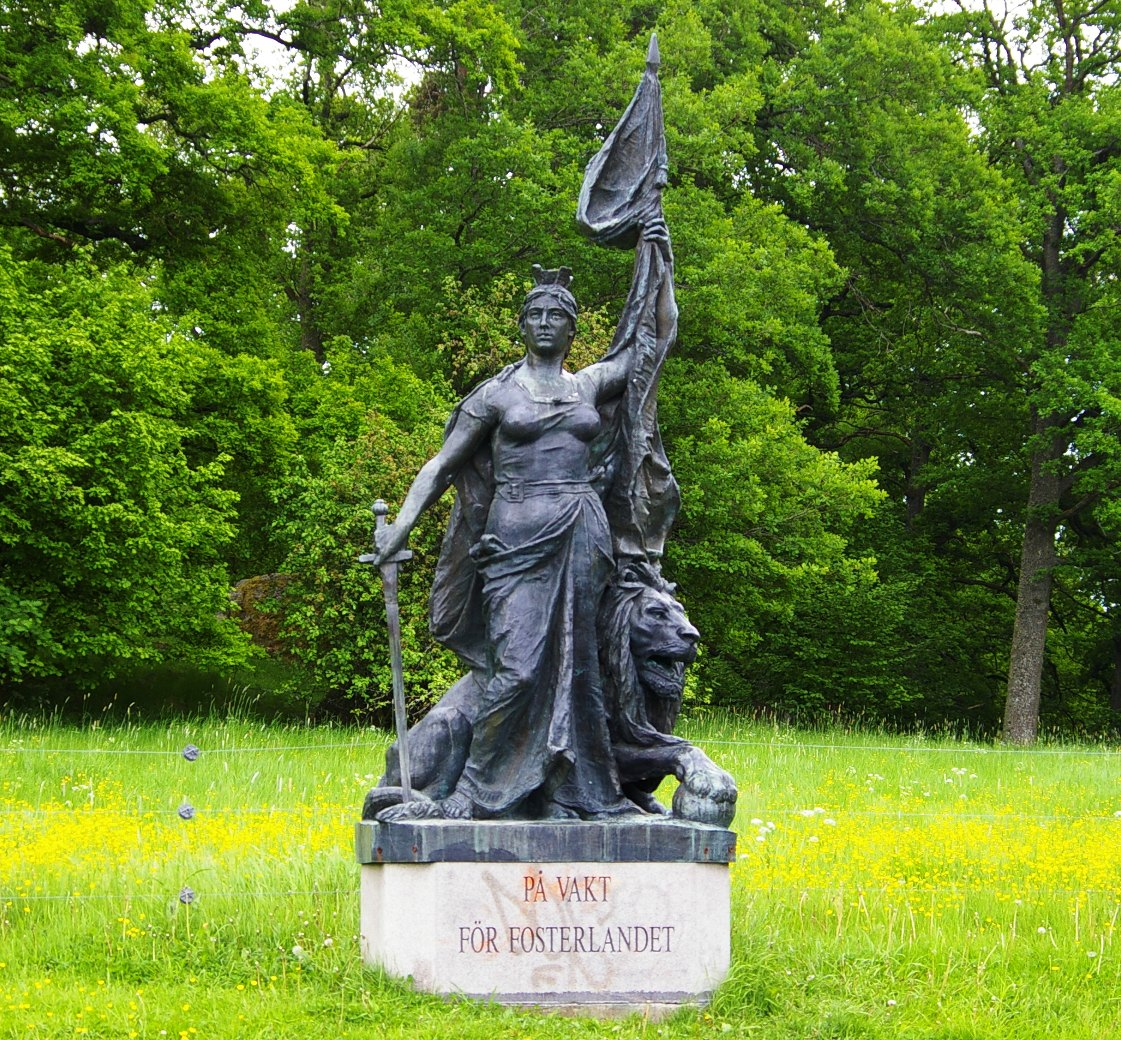
Moder Svea de Alfred Nyström (1891).

Madre Svea o Madre Swea (en sueco: Moder Svea) es una personificación femenina de Suecia y un emblema patriótico de la nación sueca.

## Historia
Madre Svea se representa normalmente como una poderosa guerrera, una valquiria o una escudera, portando a menudo un escudo y junto a ella un león. Svea es un nombre propio femenino de Suecia que procede de svea, un viejo término genitivo en plural para referirse a los suecos o a Swea. Aparece en Svea rike, una traducción de la antigua palabra sueca Sverige, el nombre sueco de Suecia.
Se considera que la popular imagen fue creada por el escritor sueco Anders Leijonstedt cuando la introdujo por primera vez en su poema Svea Lycksaligheets Triumph (1672).
Como símbolo patriótico, Moder Svea, ganó mucha popularidad en Kunga Skald (1697), escrito por el poeta sueco Gunno Eurelius en honor al rey Carlos XI de Suecia. Eurelius fue más tarde hecho noble con el apellido Dhalstjerna.
Madre Svea aparece a menudo como símbolo nacional en la cultura y literatura del siglo XIX. Apareció en varios billetes suecos durante setenta años, como en los billetes de 5 coronas impresos entre 1890–1952 y los impresos entre 1954-1963.
La cantante sueca Lena Philipsson y el compositor Torgny Söderberg escribieron una canción llamada Moder Swea, la cual se publicó en 1995 en su álbum Lena Philipsson.